# 托德斯諾瑟峰
62°08′32″N 07°39′12″E / 62.14222°N 7.65333°E

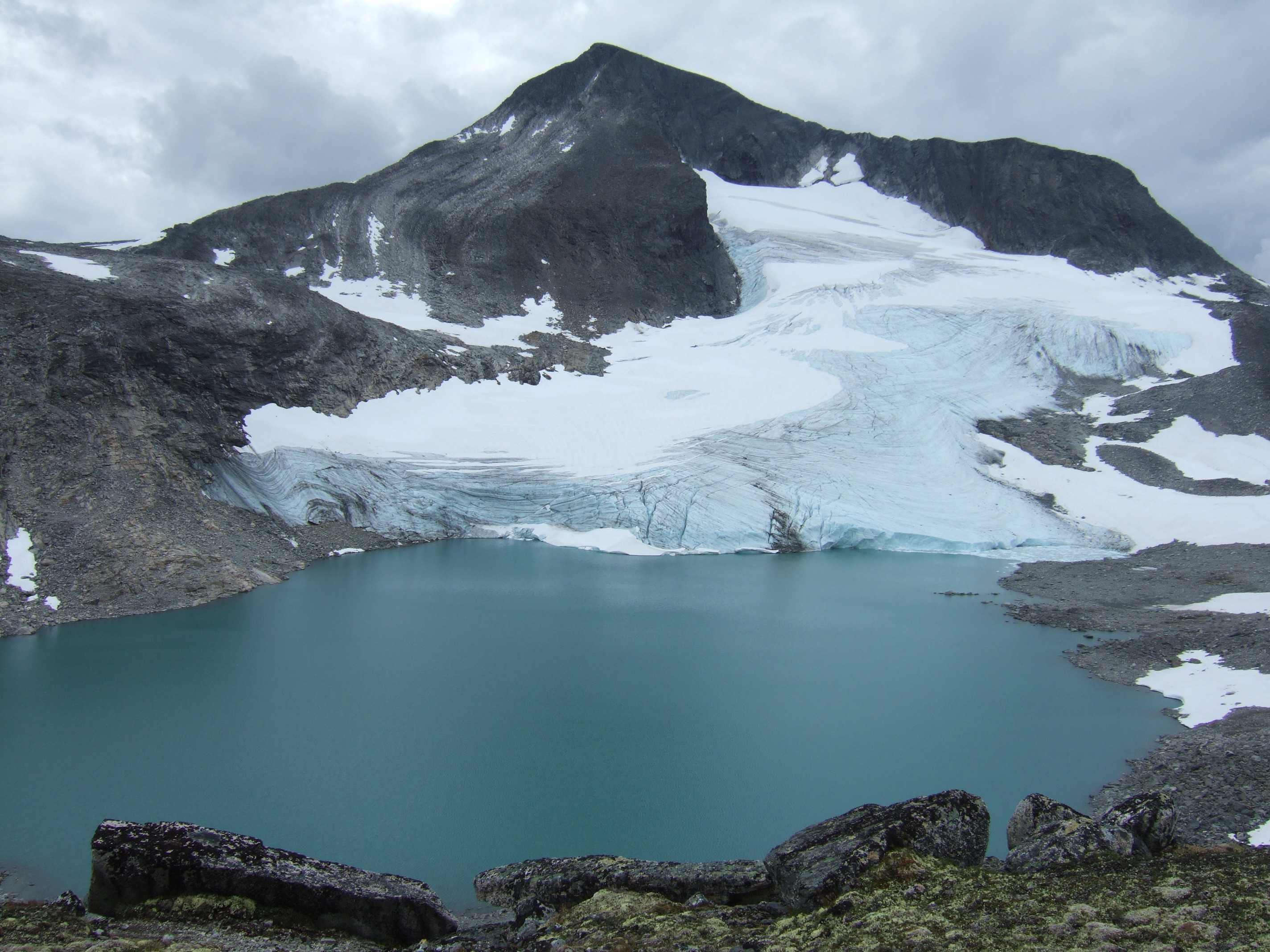

托德斯諾瑟峰是挪威的山峰，位於該國東南部內陸郡，處於肖克，距離首都奧斯陸290公里，海拔高度1,975米，受凍原氣候影響。